# Copa América Centenário
A Copa América Centenário foi uma edição especial da competição de futebol que foi realizada entre 3 e 26 de junho de 2016 nos Estados Unidos. É a primeira Copa América fora da América do Sul, sendo o torneio oficializado com um acordo entre a Confederação Sul-Americana de Futebol (CONMEBOL) e a Confederação de Futebol da América do Norte, Central e Caribe (CONCACAF), com o intuito de celebrar o aniversário de 100 anos da CONMEBOL e do torneio.
Nesta edição, pela primeira vez houve dezesseis equipes na competição, incluindo seis da CONCACAF (Estados Unidos, México, Costa Rica, Jamaica e outras duas definidas em um play-off de acordo com o desempenho na Copa Ouro da CONCACAF de 2015 – Panamá e Haiti), além dos dez times da CONMEBOL. Em 17 de dezembro de 2015, foram confirmados os estádios, datas e horários dos jogos.
Foi o primeiro torneio unindo as Américas desde o Campeonato Pan-Americano de Futebol, disputado em 1952, 1956 e 1960. Foi a quarta vez que a CONMEBOL realizou um de seus torneios nos Estados Unidos, após a Recopa Sul-Americana no país em 1990, 2003 e 2004 e a primeira vez que a Copa América foi disputada fora  da América do Sul.
Numa reedição da final do ano anterior, o Chile derrotou a Argentina novamente na decisão por pênaltis por 4–2, após empate em 0–0 no tempo normal e na prorrogação, e conquistou o segundo título consecutivo.
Mesmo vencendo esta edição especial do torneio, o Chile já havia assegurado a vaga na Copa das Confederações FIFA de 2017 por ser o vencedor da Copa América de 2015.

## Planejamento
Em fevereiro de 2012, Alfredo Hawit, então presidente interino da CONCACAF, anunciou que era esperado que a competição ocorreria em solo americano em 2016, como uma celebração da CONMEBOL. O então presidente da CONMEBOL Nicolás Leoz disse "Espero que possamos organizar um grande evento, porque temos 100 anos e queremos comemorar grande."
O torneio foi anunciado pela CONMEBOL em 24 de outubro de 2012 e confirmado pela CONCACAF em 1 de maio de 2014.
Em 26 de setembro de 2014, a Federação Internacional de Futebol (FIFA) anunciou que o torneio foi adicionado ao calendário de jogos internacionais da entidade, o que significa que os clubes devem liberar jogadores convocados para a competição, abrindo a possibilidade da participação de estrelas como Lionel Messi, Luis Suárez, Neymar, James Rodríguez entre outros.

### Caso de corrupção na FIFA em 2015
O evento foi oficialmente anunciado em 1 de maio de 2014, mas a realização foi questionada após casos de corrupção na FIFA.
Em maio de 2015, 14 pessoas, incluindo 9 diretores da FIFA, foram indiciados pelo Federal Bureau of Investigation (FBI), acusados de fraude, extorsão e lavagem de dinheiro. Os indiciados foram presos no Hotel Baur au Lac, em Zurique, na Suíça, enquanto se preparavam para participar do 65º Congresso da FIFA, onde iria à vir acontecer a eleição para presidente da FIFA.
O FBI alegou a utilização de suborno, fraude e lavagem de dinheiro para corromper a emissão de meios de comunicação social e direitos de marketing para os jogos da FIFA nas Américas, estimados em 150 milhões de dólares, incluindo pelo menos US$ 110 milhões para a escolha dos Estados Unidos como sede da Copa América Centenário. Além disso, a acusação também alega que o suborno foi usado em uma tentativa de influenciar contratos de patrocínio de uniformes, o processo de seleção para a Copa do Mundo FIFA de 2010 e a eleição presidencial da FIFA de 2011.
O caso afetou o mundo do futebol e pôs em xeque a realização do torneio. Em agosto de 2015, Juan Ángel Napout, presidente da CONMEBOL, confirmou a realização do evento, embora não confirmou o anfitrião. Isto ocorreu as investigações na FIFA envolveram executivos de associações organizadoras, o que não confirmou a realização nos Estados Unidos, já que muitos investigados não podiam entrar no território estadunidense. Em agosto de 2015, Juan Ángel Napout confirmou a realização nos Estados Unidos após uma reunião entre a CONMEBOL, a CONCACAF e a Federação de Futebol dos Estados Unidos (USS) e anunciou as próximas sedes, sendo a edição de 2019 a ser realizada no Brasil e a edição de 2023 (posteriormente foi anunciada que esta edição será realizada em 2024) a ser realizada no Equador.

## Cidades-sedes
Em 8 de janeiro de 2015 a CONCACAF e a CONMEBOL anunciaram as 24 áreas metropolitanas americanas que manifestaram interesse em sediar partidas do torneio.
Os estádios candidatos deveriam ter a capacidade mínima de 60 000 lugares. A lista final dos locais, entre 8 e 13 sedes, seria anunciado em maio de 2015. No entanto, a lista não foi lançada devido aos casos de corrupção que mancharam o futebol mundial em 2015. As dúvidas quanto à realização do torneio se deram até a confirmação oficial por parte da CONMEBOL, CONCACAF e USS.
Em 19 de novembro de 2015 foram anunciados os dez locais selecionados para o torneio. Dos dez estádios, quatro localizam-se na costa leste, quatro na costa oeste, um no centro-oeste e um no sul, sendo oito deles usados para o futebol americano. As dez cidade-sedes e seus respectivos estádios são:
| Pasadena, CA                                                                                        | Seattle, WA                          | Santa Clara, CA                     | East Rutherford, NJ                        | Orlando, FL                                      |
| --------------------------------------------------------------------------------------------------- | ------------------------------------ | ----------------------------------- | ------------------------------------------ | ------------------------------------------------ |
| Rose Bowl Capacidade: 92 542                                                                        | CenturyLink Field Capacidade: 69 000 | Levi's Stadium Capacidade: 68 500   | MetLife Stadium Capacidade: 82 500         | Camping World Stadium Capacidade: 60 219         |
| |                                      |                                     |                                            |                                                  |
| Pasadena Glendale Orlando Houston Seattle Chicago Santa Clara Filadélfia East Rutherford Foxborough |                                      |                                     |                                            |                                                  |
| Chicago, IL                                                                                         | Houston, TX                          | Foxborough, MA                      | Filadélfia, PA                             | Glendale, AZ                                     |
| Soldier Field Capacidade: 61 500                                                                    | NRG Stadium Capacidade: 71 795       | Gillette Stadium Capacidade: 68 756 | Lincoln Financial Field Capacidade: 69 176 | University of Phoenix Stadium Capacidade: 63 400 |
| |                                      |                                     |                                            |                                                  |

Abaixo, a lista dos 14 estádios dentre os candidatos que foram descartados na escolha das sedes.
| Estádio                             | Capacidade | Cidade                |
| ----------------------------------- | ---------- | --------------------- |
| Georgia Dome                        | 71 000     | Atlanta, Georgia      |
| M&T Bank Stadium                    | 71 000     | Baltimore, Maryland   |
| FirstEnergy Stadium                 | 67 000     | Cleveland, Ohio       |
| Sports Authority Field at Mile High | 76 000     | Denver, Colorado      |
| Ford Field                          | 65 000     | Detroit, Michigan     |
| Lucas Oil Stadium                   | 63 000     | Indianápolis, Indiana |
| Arrowhead Stadium                   | 79 500     | Kansas City, Missouri |
| Nissan Stadium                      | 69 000     | Nashville, Tennessee  |
| Qualcomm Stadium                    | 70 000     | San Diego, Califórnia |
| Edward Jones Dome                   | 66 000     | St. Louis, Missouri   |
| Raymond James Stadium               | 65 000     | Tampa, Flórida        |
| EverBank Field                      | 84 000     | Jacksonville, Flórida |
| AT&T Stadium                        | 80 000     | Arlington, Texas      |
| FedEx Field                         | 79 000     | Landover, Maryland    |

## Seleções participantes

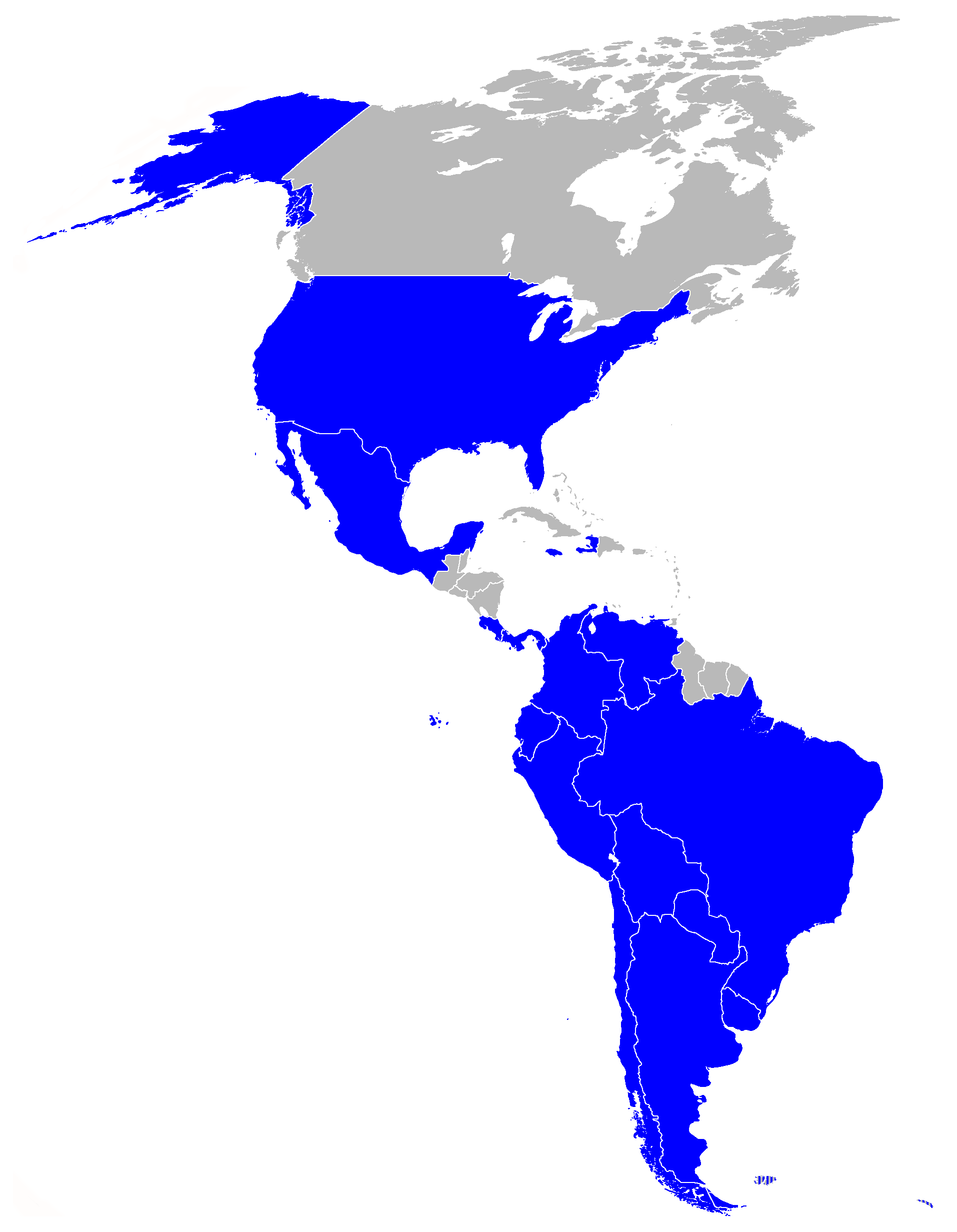
Mapa dos países participantes

CONCACAF e CONMEBOL anunciaram conjuntamente que o torneio seria disputado nos Estados Unidos com 16 equipes: seis das Américas do Norte e Central e do Caribe e 10 da América do Sul.
| Estados Unidos (anfitrião) | Automática                              | 4ª  | 4° lugar (1995)                                                                                     |
| México                     | Automática                              | 10ª | Vice-campeão (1993 e 2001)                                                                          |
| Costa Rica                 | Campeão da Copa Centroamericana de 2014 | 5ª  | Quartas de final (2001, 2004)                                                                       |
| Jamaica                    | Campeão da Copa do Caribe de 2014       | 2ª  | Fase de grupos (2015)                                                                               |
| Panamá                     | Vencedor do Play-off classificatório    | 1ª  | Estreante                                                                                           |
| Haiti                      | Vencedor do Play-off classificatório    | 1ª  | Estreante                                                                                           |
| América do Sul             |                                         |     | |
| Argentina                  | Automática                              | 41ª | Campeão (1921, 1925, 1927, 1929, 1937, 1941, 1945, 1946, 1947, 1955, 1957, 1959, 1991 e 1993)       |
| Bolívia                    | Automática                              | 26ª | Campeão (1963)                                                                                      |
| Brasil                     | Automática                              | 35ª | Campeão (1919, 1922, 1949, 1989, 1997, 1999, 2004 e 2007)                                           |
| Chile                      | Automática                              | 38ª | Campeão (2015)                                                                                      |
| Colômbia                   | Automática                              | 21ª | Campeão (2001)                                                                                      |
| Equador                    | Automática                              | 26ª | 4º lugar (1959 e 1993)                                                                              |
| Paraguai                   | Automática                              | 36ª | Campeão (1953 e 1979)                                                                               |
| Peru                       | Automática                              | 31ª | Campeão (1939 e 1975)                                                                               |
| Uruguai                    | Automática                              | 43ª | Campeão (1916, 1917, 1920, 1923, 1924, 1926, 1935, 1942, 1956, 1959, 1967, 1983, 1987, 1995 e 2011) |
| Venezuela                  | Automática                              | 17ª | 4º lugar (2011)                                                                                     |

## Arbitragem
Os árbitros e assistentes para o torneio foram definidos em 4 de maio.
| Árbitros                               | Assistentes                                                |
| -------------------------------------- | ---------------------------------------------------------- |
| ARG Patricio Loustau                   | ARG Ezequiel Brailovsky ARG Ariel Scime ARG Gustavo Rossi  |
| BOL Gery Vargas                        | BOL Javier Bustillos BOL Juan Montaño                      |
| BRA Héber Lopes BRA Wilton Sampaio     | BRA Kléber Lúcio Gil BRA Bruno Boschilia                   |
| CHI Julio Bascuñán                     | CHI Carlos Astroza CHI Christian Schiemann                 |
| COL Wilmar Roldán COL Wilson Lamouroux | COL Alexander Guzmán COL Wilmar Navarro COL Alexander León |
| CRC Ricardo Montero                    | CRC Octavio Jara CRC Juan Carlos Mora                      |
| CUB Yadel Martínez                     | CUB Hiran Dopico HON Christian Ramírez                     |
| SLV Joel Aguilar                       | SLV Juan Zumba SLV William Torres                          |
| ECU Roddy Zambrano                     | ECU Luis Vera ECU Byron Romero                             |

| Árbitros                                | Assistentes                                                |
| --------------------------------------- | ---------------------------------------------------------- |
| USA Mark Geiger                         | USA Charles Morgante CAN Joe Fletcher                      |
| USA Jair Marrufo USA Armando Villarreal | USA Peter Manikowski USA Corey Rockwell USA Corey Parker   |
| MEX Roberto García                      | MEX José Luis Camargo MEX Alberto Morin                    |
| PAN Jhon Pitti                          | PAN Daniel Williamson PAN Gabriel Victoria                 |
| PAR Enrique Cáceres                     | PAR Eduardo Cardozo PAR Milcíades Saldívar PAR Darío Gaona |
| PER Víctor Carrillo                     | PER Jorge Yupanqui PER Coty Carrera                        |
| URU Andrés Cunha URU Daniel Fedorczuk   | URU Nicolás Tarán URU Richard Trinidad                     |
| VEN José Argote                         | VEN Luis Murillo VEN Luis Sánchez                          |

• Árbitro Reserva

## Marketing

### Bola
A Nike Ordem Ciento foi anunciada como a bola oficial da Copa América Centenário em 21 de fevereiro de 2016. A bola, principalmente branco tem decoração pincelada vermelha. A bola traz o logotipo da competição monocromático em dourado e a inscrição "Nike Ordem Ciento".

## Sorteio
O sorteio que determinou a composição dos grupos foi realizado em 21 de fevereiro de 2016 no Hammerstein Ballroom, em Nova Iorque. As seleções do pote A foram previamente definidas de acordo com a condição de país sede (Grupo A: Estados Unidos), melhor classificação no ranking de seleções da FIFA em dezembro de 2015 (Grupo D: Argentina), além das outras duas seleções de cada confederação com os melhores resultados históricos (Grupo B: Brasil e Grupo C: México). As demais seleções foram alocadas de acordo com o ranking da FIFA de dezembro de 2015:
| Pote 1                                                                         | Pote 2                         | Pote 3                          | Pote 4                          |
| ------------------------------------------------------------------------------ | ------------------------------ | ------------------------------- | ------------------------------- |
| Estados Unidos (como A1) Brasil (como B1) México (como C1) Argentina (como D1) | Chile Colômbia Uruguai Equador | Costa Rica Panamá Haiti Jamaica | Paraguai Bolívia Peru Venezuela |

## Primeira fase
O calendário de partidas e a definição dos cabeças de chave de cada grupo foi divulgado em 17 de dezembro de 2015.

### Grupo A
| Pos. | Seleção        | Pts | J | V | E | D | GP | GC | SG |
| ---- | -------------- | --- | - | - | - | - | -- | -- | -- |
| 1    | Estados Unidos | 6   | 3 | 2 | 0 | 1 | 5  | 2  | +3 |
| 2    | Colômbia       | 6   | 3 | 2 | 0 | 1 | 6  | 4  | +2 |
| 3    | Costa Rica     | 4   | 3 | 1 | 1 | 1 | 3  | 6  | –3 |
| 4    | Paraguai       | 1   | 3 | 0 | 1 | 2 | 1  | 3  | –2 |

| 3 de junho    | Estados Unidos | 0 – 2             | Colômbia                        | Levi's Stadium, Santa Clara                 |
| 21:30 (UTC−4) |                | CONMEBOL CONCACAF | Zapata 8' · Rodríguez 42' (pen) | Público: 67 439 Árbitro: MEX Roberto García |

| 4 de junho    | Costa Rica | 0 – 0             | Paraguai | Camping World Stadium, Orlando                |
| 17:00 (UTC−4) |            | CONMEBOL CONCACAF |          | Público: 14 334 Árbitro: ARG Patricio Loustau |

| 7 de junho    | Estados Unidos                                     | 4 – 0             | Costa Rica | Soldier Field, Chicago                      |
| 20:00 (UTC−4) | Dempsey 9' (pen) · Jones 37' · Wood 42' · Zusi 87' | CONMEBOL CONCACAF |            | Público: 39 642 Árbitro: ECU Roddy Zambrano |

| 7 de junho    | Colômbia                  | 2 – 1             | Paraguai  | Rose Bowl, Pasadena                      |
| 22:30 (UTC−4) | Bacca 12' · Rodríguez 30' | CONMEBOL CONCACAF | Ayala 71' | Público: 42 766 Árbitro: BRA Héber Lopes |

| 11 de junho   | Estados Unidos | 1 – 0             | Paraguai | Lincoln Financial Field, Filadélfia         |
| 19:00 (UTC−4) | Dempsey 27'    | CONMEBOL CONCACAF |          | Público: 51 041 Árbitro: CHI Julio Bascuñán |

| 11 de junho   | Colômbia              | 2 – 3             | Costa Rica                                 | NRG Stadium, Houston                     |
| 21:00 (UTC−4) | Fabra 7' · Moreno 73' | CONMEBOL CONCACAF | Venegas 2' · Fabra 34' (g.c.) · Borges 58' | Público: 45 808 Árbitro: VEN José Argote |

### Grupo B
| Pos. | Seleção | Pts | J | V | E | D | GP | GC | SG  |
| ---- | ------- | --- | - | - | - | - | -- | -- | --- |
| 1    | Peru    | 7   | 3 | 2 | 1 | 0 | 4  | 2  | +2  |
| 2    | Equador | 5   | 3 | 1 | 2 | 0 | 6  | 2  | +4  |
| 3    | Brasil  | 4   | 3 | 1 | 1 | 1 | 7  | 2  | +5  |
| 4    | Haiti   | 0   | 3 | 0 | 0 | 3 | 1  | 12 | –11 |

| 4 de junho    | Haiti | 0 – 1             | Peru         | CenturyLink Field, Seattle              |
| 19:30 (UTC−4) |       | CONMEBOL CONCACAF | Guerrero 61' | Público: 20 190 Árbitro: PAN Jhon Pitti |

| 4 de junho    | Brasil | 0 – 0             | Equador | Rose Bowl, Pasadena                         |
| 22:00 (UTC−4) |        | CONMEBOL CONCACAF |         | Público: 53 158 Árbitro: CHI Julio Bascuñán |

| 8 de junho    | Brasil                                                                                     | 7 – 1             | Haiti        | Camping World Stadium, Orlando           |
| 19:30 (UTC−4) | Philippe Coutinho 14', 29', 90+2' · Renato Augusto 35', 86' · Gabriel 59' · Lucas Lima 67' | CONMEBOL CONCACAF | Marcelin 60' | Público: 28 241 Árbitro: USA Mark Geiger |

| 8 de junho    | Equador                       | 2 – 2             | Peru                  | University of Phoenix Stadium, Glendale    |
| 22:00 (UTC−4) | E. Valencia 39' · Bolaños 48' | CONMEBOL CONCACAF | Cueva 5' · Flores 13' | Público: 11 937 Árbitro: COL Wilmar Roldán |

| 12 de junho   | Equador                                                      | 4 – 0             | Haiti | MetLife Stadium, East Rutherford         |
| 18:30 (UTC−4) | E. Valencia 11' · J. Ayoví 20' · Noboa 57' · A. Valencia 78' | CONMEBOL CONCACAF |       | Público: 50 976 Árbitro: BOL Gery Vargas |

| 12 de junho   | Brasil | 0 – 1             | Peru        | Gillette Stadium, Foxborough              |
| 20:30 (UTC−4) |        | CONMEBOL CONCACAF | Ruidíaz 75' | Público: 36 187 Árbitro: URU Andrés Cunha |

### Grupo C
| Pos. | Seleção   | Pts | J | V | E | D | GP | GC | SG |
| ---- | --------- | --- | - | - | - | - | -- | -- | -- |
| 1    | México    | 7   | 3 | 2 | 1 | 0 | 6  | 2  | +4 |
| 2    | Venezuela | 7   | 3 | 2 | 1 | 0 | 3  | 1  | +2 |
| 3    | Uruguai   | 3   | 3 | 1 | 0 | 2 | 4  | 4  | 0  |
| 4    | Jamaica   | 0   | 3 | 0 | 0 | 3 | 0  | 6  | –6 |

| 5 de junho    | Jamaica | 0 – 1             | Venezuela    | Soldier Field, Chicago                       |
| 17:00 (UTC−4) |         | CONMEBOL CONCACAF | Martínez 15' | Público: 25 560 Árbitro: PER Víctor Carrillo |

| 5 de junho    | México                                             | 3 – 1             | Uruguai   | University of Phoenix Stadium, Glendale      |
| 20:00 (UTC−4) | Á. Pereira 4' (g.c.) · Márquez 85' · Herrera 90+2' | CONMEBOL CONCACAF | Godín 74' | Público: 60 025 Árbitro: PAR Enrique Cáceres |

| 9 de junho    | Uruguai | 0 – 1             | Venezuela  | Lincoln Financial Field, Filadélfia           |
| 19:30 (UTC−4) |         | CONMEBOL CONCACAF | Rondón 36' | Público: 23 002 Árbitro: ARG Patricio Loustau |

| 9 de junho    | México                      | 2 – 0             | Jamaica | Rose Bowl, Pasadena                         |
| 22:00 (UTC−4) | Hernández 18' · Peralta 81' | CONMEBOL CONCACAF |         | Público: 83 263 Árbitro: BRA Wilton Sampaio |

| 13 de junho   | México           | 1 – 1             | Venezuela     | NRG Stadium, Houston                        |
| 20:00 (UTC−4) | J. M. Corona 80' | CONMEBOL CONCACAF | Velázquez 10' | Público: 67 319 Árbitro: CUB Yadel Martínez |

| 13 de junho   | Uruguai                                        | 3 – 0             | Jamaica | Levi's Stadium, Santa Clara                   |
| 22:00 (UTC−4) | Hernández 21' · Watson 66' (g.c.) · Corujo 88' | CONMEBOL CONCACAF |         | Público: 40 166 Árbitro: COL Wilson Lamouroux |

### Grupo D
| Pos. | Seleção   | Pts | J | V | E | D | GP | GC | SG |
| ---- | --------- | --- | - | - | - | - | -- | -- | -- |
| 1    | Argentina | 9   | 3 | 3 | 0 | 0 | 10 | 1  | +9 |
| 2    | Chile     | 6   | 3 | 2 | 0 | 1 | 7  | 5  | +2 |
| 3    | Panamá    | 3   | 3 | 1 | 0 | 2 | 4  | 10 | –6 |
| 4    | Bolívia   | 0   | 3 | 0 | 0 | 3 | 2  | 7  | –5 |

| 6 de junho    | Panamá         | 2 – 1             | Bolívia  | Camping World Stadium, Orlando               |
| 19:00 (UTC−4) | Pérez 11', 87' | CONMEBOL CONCACAF | Arce 54' | Público: 13 466 Árbitro: CRC Ricardo Montero |

| 6 de junho    | Argentina                 | 2 – 1             | Chile            | Levi's Stadium, Santa Clara                   |
| 22:00 (UTC−4) | Di María 51' · Banega 59' | CONMEBOL CONCACAF | Fuenzalida 90+3' | Público: 69 451 Árbitro: URU Daniel Fedorczuk |

| 10 de junho   | Chile                   | 2 – 1             | Bolívia    | Gillette Stadium, Foxborough              |
| 19:00 (UTC−4) | Vidal 46', 90+10' (pen) | CONMEBOL CONCACAF | Campos 61' | Público: 19 392 Árbitro: USA Jair Marrufo |

| 10 de junho   | Argentina                                      | 5 – 0             | Panamá | Soldier Field, Chicago                    |
| 21:30 (UTC−4) | Otamendi 7' · Messi 68', 78', 87' · Agüero 90' | CONMEBOL CONCACAF |        | Público: 53 885 Árbitro: SLV Joel Aguilar |

| 14 de junho   | Chile                              | 4 – 2             | Panamá                  | Lincoln Financial Field, Filadélfia         |
| 20:00 (UTC−4) | Vargas 15', 43' · Sánchez 50', 89' | CONMEBOL CONCACAF | Camargo 5' · Arroyo 75' | Público: 27 260 Árbitro: ECU Roddy Zambrano |

| 14 de junho   | Argentina                             | 3 – 0             | Bolívia | CenturyLink Field, Seattle                   |
| 22:00 (UTC−4) | Lamela 13' · Lavezzi 15' · Cuesta 32' | CONMEBOL CONCACAF |         | Público: 45 753 Árbitro: PER Víctor Carrillo |

## Fase final
|  | Quartas de final              | Quartas de final      |                               |          | Semifinais     | Semifinais     |  |  | Final                  | Final |
|  |                               |                       |                               |          |                |                |  |  |                        |       |
|  | 16 de junho – Seattle         |                       |                               |          |                |                |  |  |                        |       |
|  |                               |                       |                               |          |                |                |  |  |                        |       |
|  | Estados Unidos                | 2                     |                               |          |                |                |  |  |                        |       |
|  | Estados Unidos                | 2                     | 21 de junho – Houston         |          |                |                |  |  |                        |       |
|  | Equador                       | 1                     |                               |          |                |                |  |  |                        |       |
|  | Equador                       | 1                     | Estados Unidos                | 0        |                |                |  |  |                        |       |
|  | 18 de junho – Foxborough      |                       | Estados Unidos                | 0        |                |                |  |  |                        |       |
|  |                               | Argentina             | 4                             |          |                |                |  |  |                        |       |
|  | Argentina                     | Argentina             | 4                             | 4        |                |                |  |  |                        |       |
|  | Argentina                     |                       | 26 de junho – East Rutherford | 4        |                |                |  |  |                        |       |
|  | Venezuela                     | 1                     |                               |          |                |                |  |  |                        |       |
|  | Venezuela                     | 1                     | Argentina                     | 0 (2)    |                |                |  |  |                        |       |
|  | 17 de junho – East Rutherford |                       | Argentina                     | 0 (2)    |                |                |  |  |                        |       |
|  |                               | Chile (pen)           | 0 (4)                         |          |                |                |  |  |                        |       |
|  | Peru                          | Chile (pen)           | 0 (4)                         | 0 (2)    |                |                |  |  |                        |       |
|  | Peru                          | 22 de junho – Chicago |                               | 0 (2)    |                |                |  |  |                        |       |
|  | Colômbia (pen)                | 0 (4)                 |                               |          |                |                |  |  |                        |       |
|  | Colômbia (pen)                | 0 (4)                 | Colômbia                      | 0        | Terceiro lugar | Terceiro lugar |  |  |                        |       |
|  | 18 de junho – Santa Clara     |                       | Colômbia                      | 0        | Terceiro lugar | Terceiro lugar |  |  |                        |       |
|  |                               | Chile                 | 2                             |          |                |                |  |  |                        |       |
|  | México                        | Chile                 | 2                             | 0        | Estados Unidos | 0              |  |  |                        |       |
|  | México                        |                       |                               | 0        | Estados Unidos | 0              |  |  |                        |       |
|  | Chile                         | 7                     |                               | Colômbia | 1              |                |  |  |                        |       |
|  | Chile                         | 7                     |                               |          | 1              |                |  |  |                        |       |
|  |                               |                       |                               |          |                |                |  |  | 25 de junho – Glendale |       |
|  |                               |                       |                               |          |                |                |  |  |                        |       |

### Quartas de final
| 16 de junho   | Estados Unidos           | 2 – 1             | Equador    | CenturyLink Field, Seattle                 |
| 21:30 (UTC−4) | Dempsey 22' · Zardes 65' | CONMEBOL CONCACAF | Arroyo 74' | Público: 47 322 Árbitro: COL Wilmar Roldán |

| 17 de junho   | Peru | 0 – 0             | Colômbia | MetLife Stadium, East Rutherford              |
| 20:00 (UTC−4) |      | CONMEBOL CONCACAF |          | Público: 79 194 Árbitro: ARG Patricio Loustau |

|                            |       | Penalidades                        |  |
| Ruidíaz Tapia Trauco Cueva | 2 – 4 | Rodríguez Cuadrado D. Moreno Pérez |  |

| 18 de junho   | Argentina                                | 4 – 1             | Venezuela  | Gillette Stadium, Foxborough                |
| 19:00 (UTC−4) | Higuaín 8', 28' · Messi 60' · Lamela 71' | CONMEBOL CONCACAF | Rondón 70' | Público: 59 183 Árbitro: MEX Roberto García |

| 18 de junho   | México | 0 – 7             | Chile                                                   | Levi's Stadium, Santa Clara              |
| 22:00 (UTC−4) |        | CONMEBOL CONCACAF | Puch 16', 88' · Vargas 44', 52', 57', 74' · Sánchez 49' | Público: 70 547 Árbitro: BRA Héber Lopes |

### Semifinal
| 21 de junho   | Estados Unidos | 0 – 4             | Argentina                                 | NRG Stadium, Houston                         |
| 21:00 (UTC−4) |                | CONMEBOL CONCACAF | Lavezzi 3' · Messi 32' · Higuaín 50', 86' | Público: 70 858 Árbitro: PAR Enrique Cáceres |

| 22 de junho   | Colômbia | 0 – 2             | Chile                        | Soldier Field, Chicago                    |
| 20:00 (UTC−4) |          | CONMEBOL CONCACAF | Aránguiz 7' · Fuenzalida 11' | Público: 55 423 Árbitro: SLV Joel Aguilar |

### Disputa pelo terceiro lugar
| 25 de junho   | Estados Unidos | 0 – 1             | Colômbia  | University of Phoenix Stadium, Glendale       |
| 20:00 (UTC−4) |                | CONMEBOL CONCACAF | Bacca 31' | Público: 30 000 Árbitro: URU Daniel Fedorczuk |

### Final
| 26 de junho   | Argentina | 0 – 0 (pro)       | Chile | MetLife Stadium, East Rutherford         |
| 20:00 (UTC−4) |           | CONMEBOL CONCACAF |       | Público: 82 026 Árbitro: BRA Héber Lopes |

|                                |       | Penalidades                              |  |
| Messi Mascherano Agüero Biglia | 2 – 4 | Vidal Castillo Aránguiz Beausejour Silva |  |

## Premiação
| Copa América Centenário    |
| Chile                      |
| -------------------------- |
| Chile Campeão (2.º título) |

| Prêmio Bola de Ouro | Prêmio Chuteira de Ouro | Prêmio Luva de Ouro |
| ------------------- | ----------------------- | ------------------- |
| CHI Alexis Sánchez  | CHI Eduardo Vargas      | CHI Claudio Bravo   |
| Prêmio Fair Play    |                         |                     |
| Argentina           |                         |                     |

### Equipe do torneio
| Goleiro       | Defesa                                                    | Meias                                           | Atacantes                                  |
| ------------- | --------------------------------------------------------- | ----------------------------------------------- | ------------------------------------------ |
| Claudio Bravo | Mauricio Isla Nicolás Otamendi Gary Medel Jean Beausejour | Arturo Vidal Javier Mascherano Charles Aránguiz | Lionel Messi Eduardo Vargas Alexis Sánchez |

Fonte:

## Estatísticas

### Artilharia
| 6 gols (1) - CHI Eduardo Vargas 5 gols (1) - ARG Lionel Messi 4 gols (1) - ARG Gonzalo Higuaín 3 gols (3) - BRA Philippe Coutinho - CHI Alexis Sánchez - USA Clint Dempsey 2 gols (11) - ARG Erik Lamela - ARG Ezequiel Lavezzi - BRA Renato Augusto - CHI Arturo Vidal - CHI Edson Puch - CHI José Pedro Fuenzalida - COL Carlos Bacca - COL James Rodríguez - ECU Enner Valencia - PAN Blas Pérez - VEN Salomón Rondón 1 gol (42) - ARG Ángel Di María - ARG Éver Banega - ARG Nicolás Otamendi - ARG Sergio Agüero - ARG Víctor Cuesta - BOL Jhasmani Campos - BOL Juan Carlos Arce - BRA Gabriel - BRA Lucas Lima - CHI Charles Aránguiz - COL Cristián Zapata - COL Frank Fabra | 1 gol (continuação) - COL Marlos Moreno - CRC Celso Borges - CRC Johan Venegas - ECU Antonio Valencia - ECU Christian Noboa - ECU Jaime Ayoví - ECU Michael Arroyo - ECU Miller Bolaños - HAI James Marcelin - MEX Héctor Herrera - MEX Javier Hernández - MEX Jesús Manuel Corona - MEX Oribe Peralta - MEX Rafael Márquez - PAN Abdiel Arroyo - PAN Miguel Camargo - PAR Víctor Ayala - PER Christian Cueva - PER Edison Flores - PER Paolo Guerrero - PER Raúl Ruidíaz - URU Abel Hernández - URU Diego Godín - URU Mathías Corujo - USA Bobby Wood - USA Graham Zusi - USA Gyasi Zardes - USA Jermaine Jones - VEN José Manuel Velázquez - VEN Josef Martínez Gols contra (3) - COL Frank Fabra (para a Costa Rica) - JAM Je-Vaughn Watson (para o Uruguai) - URU Álvaro Pereira (para o México) |

### Assistências
| 4 assistências (1) - ARG Lionel Messi 2 assistências (8) - ARG Ángel Di María - BRA Daniel Alves - CHI Arturo Vidal - COL Edwin Cardona - ECU Enner Valencia - ECU Jefferson Montero - PER Paolo Guerrero - VEN Alejandro Guerra 1 assistência (30) - ARG Éver Banega - ARG Ezequiel Lavezzi - ARG Marcos Rojo - ARG Nicolás Gaitán - BRA Elias - BRA Jonas - COL James Rodríguez - COL Juan Guillermo Cuadrado - COL Santiago Arias - CRC Bryan Oviedo | 1 assistência (continuação) - CHI Alexis Sánchez - CHI Eduardo Vargas - CHI Fabián Orellana - CHI Jean Beausejour - CHI Mauricio Pinilla - ECU Antonio Valencia - ECU Walter Ayoví - MEX Héctor Herrera - MEX Jesús Corona - MEX Raúl Jiménez - PAN Abdiel Arroyo - PAN Alberto Quintero - PER Andy Polo - PER Edison Flores - URU Carlos Sánchez - URU Nicolás Lodeiro - USA Clint Dempsey - USA Gyasi Zardes - USA Jermaine Jones - VEN Christian Santos |

### Homem do Jogo
| Grupo A - Estados Unidos–Colômbia: Cristián Zapata - Costa Rica–Paraguai: Gustavo Gómez - Estados Unidos–Costa Rica: Jermaine Jones - Colômbia–Paraguai: James Rodríguez - Estados Unidos–Paraguai: John Brooks - Colômbia–Costa Rica: Celso Borges Grupo B - Haiti–Peru: Paolo Guerrero - Brasil–Equador: Esteban Dreer - Brasil–Haiti: Philippe Coutinho - Equador–Peru: Enner Valencia - Equador–Haiti: Enner Valencia - Brasil–Peru: Pedro Gallese Grupo C - Jamaica–Venezuela: Josef Martínez - México–Uruguai: Rafael Márquez - Uruguai–Venezuela: Salomón Rondón - México–Jamaica: Javier Hernández - México–Venezuela: Jesús Manuel Corona - Uruguai–Jamaica: Abel Hernández | Grupo D - Panamá–Bolívia: Blas Pérez - Argentina–Chile: Ángel Di María - Chile–Bolívia: Arturo Vidal - Argentina–Panamá: Lionel Messi - Chile–Panamá: Eduardo Vargas - Argentina–Bolívia: Ezequiel Lavezzi Quartas de final - Estados Unidos–Equador: Clint Dempsey - Peru–Colômbia: David Ospina - Argentina–Venezuela: Lionel Messi - México–Chile: Eduardo Vargas Semifinal - Estados Unidos–Argentina: Lionel Messi - Colômbia–Chile: Charles Aránguiz Disputa pelo 3º lugar - Estados Unidos–Colômbia: David Ospina Final - Argentina–Chile: Claudio Bravo |

## Maiores públicos
| Nº | Público | Seleção        | Placar      | Seleção   | Estádio                       | Data        | Fase             | Ref.   |
| -- | ------- | -------------- | ----------- | --------- | ----------------------------- | ----------- | ---------------- | ------ |
| 1  | 83 263  | México         | 2–0         | Jamaica   | Rose Bowl                     | 9 de junho  | Grupo C          | [ 37 ] |
| 2  | 82 026  | Argentina      | 0–0 (2–4 p) | Chile     | MetLife Stadium               | 26 de junho | Final            | [ 38 ] |
| 3  | 79 194  | Peru           | 0–0 (2–4 p) | Colômbia  | MetLife Stadium               | 17 de junho | Quartas de final | [ 39 ] |
| 4  | 70 858  | Estados Unidos | 0–4         | Argentina | NRG Stadium                   | 21 de junho | Semifinal        | [ 40 ] |
| 5  | 70 547  | México         | 0–7         | Chile     | Levi's Stadium                | 18 de junho | Quartas de final | [ 41 ] |
| 6  | 69 451  | Argentina      | 2–1         | Chile     | Levi's Stadium                | 6 de junho  | Grupo D          | [ 42 ] |
| 7  | 67 439  | Estados Unidos | 0–2         | Colômbia  | Levi's Stadium                | 3 de junho  | Grupo A          | [ 43 ] |
| 8  | 67 319  | México         | 1–1         | Venezuela | NRG Stadium                   | 13 de junho | Grupo C          | [ 44 ] |
| 9  | 60 025  | México         | 3–1         | Uruguai   | University of Phoenix Stadium | 5 de junho  | Grupo C          | [ 45 ] |
| 10 | 59 183  | Argentina      | 4–1         | Venezuela | Gillette Stadium              | 18 de junho | Quartas de final | [ 46 ] |

## Classificação final
A classificação final é determinada através da fase em que a seleção alcançou e a sua pontuação, levando em conta os critérios de desempate.
| Pos.                            | Seleção        | Gr | Pts | J | V | E | D | GP | GC | SG  |
| ------------------------------- | -------------- | -- | --- | - | - | - | - | -- | -- | --- |
| Final                           |                |    |     |   |   |   |   |    |    |     |
| 1                               | Chile          | D  | 13  | 6 | 4 | 1 | 1 | 16 | 5  | +11 |
| 2                               | Argentina      | D  | 16  | 6 | 5 | 1 | 0 | 18 | 2  | +16 |
| Decisão do 3º e 4º lugares      |                |    |     |   |   |   |   |    |    |     |
| 3                               | Colômbia       | A  | 10  | 6 | 3 | 1 | 2 | 7  | 6  | +1  |
| 4                               | Estados Unidos | A  | 9   | 6 | 3 | 0 | 3 | 7  | 8  | –1  |
| Eliminados nas quartas de final |                |    |     |   |   |   |   |    |    |     |
| 5                               | Peru           | B  | 8   | 4 | 2 | 2 | 0 | 4  | 2  | +2  |
| 6                               | Venezuela      | C  | 7   | 4 | 2 | 1 | 1 | 4  | 5  | –1  |
| 7                               | México         | C  | 7   | 4 | 2 | 1 | 1 | 6  | 9  | –3  |
| 8                               | Equador        | B  | 5   | 4 | 1 | 2 | 1 | 7  | 4  | +3  |
| Eliminados na fase de grupos    |                |    |     |   |   |   |   |    |    |     |
| 9                               | Brasil         | B  | 4   | 3 | 1 | 1 | 1 | 7  | 2  | +5  |
| 10                              | Costa Rica     | A  | 4   | 3 | 1 | 1 | 1 | 3  | 6  | –3  |
| 11                              | Uruguai        | C  | 3   | 3 | 1 | 0 | 2 | 4  | 4  | 0   |
| 12                              | Panamá         | D  | 3   | 3 | 1 | 0 | 2 | 4  | 10 | –6  |
| 13                              | Paraguai       | A  | 1   | 3 | 0 | 1 | 2 | 1  | 3  | –2  |
| 14                              | Bolívia        | D  | 0   | 3 | 0 | 0 | 3 | 2  | 7  | –5  |
| 15                              | Jamaica        | C  | 0   | 3 | 0 | 0 | 3 | 0  | 6  | –6  |
| 16                              | Haiti          | B  | 0   | 3 | 0 | 0 | 3 | 1  | 12 | –11 |